# 이탈리아의 제1차 세계 대전 참전
이탈리아는 국가 통일을 완수할 목적으로 1915년 제1차 세계 대전에 참전했다. 이러한 이유로 제1차 세계 대전에 대한 이탈리아의 개입은 제4차 이탈리아 독립 전쟁으로도 간주되는데, 이는 리소르지멘토의 종결을 그 안에서 식별하는 역사학적 관점이다. 리소르지멘토의 군사 작전은 1848년 혁명 중 제1차 이탈리아 독립 전쟁으로 시작되었다.

## 배경
로마 점령(1870년) 이후, 거의 모든 이탈리아가 하나의 국가인 이탈리아 왕국으로 통합되었다. 그러나 이른바 "미수복 영토"는 통합 국가의 일부가 아니었던 이탈리아어 사용 지역, 지리적으로 또는 역사적으로 이탈리아 영토를 지칭하는 것이었다. 오스트리아-헝가리에 여전히 속해 있던 미수복 영토 중에는 일반적으로 베네치아줄리아(피우메 시 포함), 트렌티노알토아디제주, 달마티아 등이 언급되었다.
앞서 언급된 영토를 조국과 재통일하고 그에 따라 영토를 수복하는 것을 목표로 한 미수복된 이탈리아 운동은 정확히 19세기 말에서 20세기 초 사이에 활발했다. 19세기 말, 이탈리아가 아직 삼국 동맹에 확고히 편입되어 있을 때, 오스트리아-헝가리에 대항하는 "제4차 이탈리아 독립 전쟁"의 필요성이라는 주제가 미수복 운동의 영역에서 발전하기 시작했다. 또한 이탈리아-튀르크 전쟁도 미수복 운동의 맥락에서 이 주제의 일부로 간주되었다.

## 런던 조약

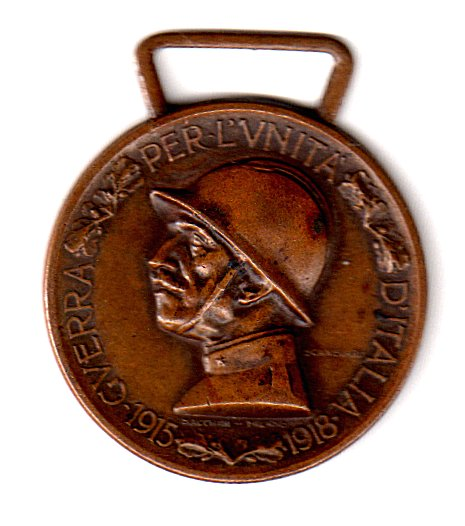
1915~1918년 이탈리아-오스트리아 전쟁 기념 메달 앞면; "이탈리아 통일을 위한 전쟁 1915-1918"이라고 새겨져 있다.

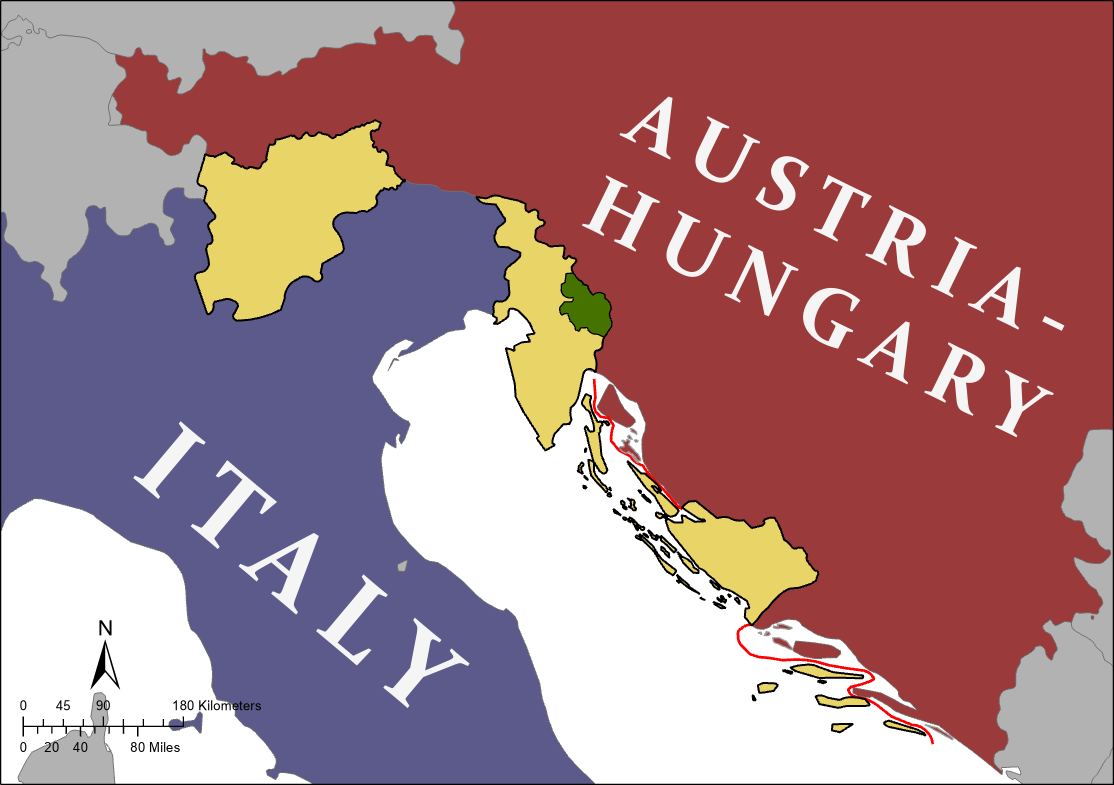
런던 조약 (1915년)으로 이탈리아에 약속된 영토. 즉, 트렌티노알토아디제주, 베네치아줄리아, 달마티아(황갈색), 그리고 스네슈니크 고원 지역(초록색). 그러나 달마티아는 제1차 세계 대전 이후 이탈리아가 아닌 유고슬라비아에 할당되었다.

1914년 8월 제1차 세계 대전이 발발하자 이탈리아는 Italian neutrality in World War I. 명목상 삼국 동맹에서 독일 제국 및 오스트리아-헝가리 제국의 동맹국이었지만, 이탈리아 왕국은 동맹국에 가입하지 않았다. 사실 독일과 오스트리아-헝가리가 공세를 취했으며 삼국 동맹은 방어 동맹으로 간주되어야 했다. 더욱이 삼국 동맹은 이탈리아와 오스트리아-헝가리 모두 발칸반도에 이해관계가 있음을 인정하고, 현상 유지를 변경하기 전에 상호 협의하고 해당 지역에서 얻는 모든 이점에 대해 보상을 제공할 것을 요구했다. 오스트리아-헝가리는 세르비아에 최후통첩을 보내기 전에 독일과 협의했지만 이탈리아와는 협의하지 않았고, 전쟁이 끝나기 전에 어떠한 보상도 거부했다. 이탈리아는 연합국과 더 나은 거래, 특히 오스트리아-헝가리 제국으로부터 영토를 얻는 것에 대해 협상했다. 이탈리아의 중립은 또한 스페인의 중립에도 도움이 되었다.
그러나 러시아는 발칸반도에서 슬라브족 지지라는 자체적인 이해관계를 가지고 있었고, 동맹국 세르비아가 이탈리아 미수복주의자들이 추구하는 동일한 영토의 상당 부분을 주장하여 협상을 복잡하게 만들었다. 러시아의 입장은 전쟁 첫 해 내내 막대한 군사적 손실로 인해 크게 약화되었다. 런던과 파리의 강력한 주장에도 불구하고 러시아는 1915년 4월까지 세르비아의 주장에 대한 대부분의 지지를 철회하고, 전후 아드리아해에서 러시아의 전략적 입지를 제한하는 이탈리아의 참전 조건을 수락했다. 이탈리아는 연합국의 제안을 수락했으며, 이에 따라 이탈리아는 동맹국이 패배한 후 오스트리아와 오스만 제국의 일부를 얻게 될 것이었다. 이는 런던 조약으로 공식화되었다. 1915년에 이탈리아는 삼국 협상(즉, 연합국)에 합류하여 전쟁에 참전했다.
국민과 엘리트의 여론은 어느 쪽으로 전쟁에 참전할 것인지에 대해 분열되어 있었다. 이탈리아는 준비가 매우 미흡했고, 군대는 제대로 훈련되지 않았으며, 산업 및 재정 기반이 너무 작았다. 소수의 지도자들이 기본적인 결정을 내렸는데, 특히 총리 안토니오 살란드라와 외무장관 안토니오 디 산 줄리아노 그리고 시드니 손니노가 그러했다. 그들은 승리가 새로운 영토와 영광을 가져다줄 것이며, 이탈리아의 내부 갈등을 해소하는 데 도움이 될 것이라고 낙관적으로 기대했다. 이 나라는 동맹국을 격퇴하는 데 근본적인 기여를 했으며 이탈리아는 빅 스리 최고 연합국 중 하나로 인정받았다. 생제르맹, 라팔로, 로마 평화 조약에 따라 이탈리아는 국제 연맹 집행 이사회에서 영구 의석을 얻었다. 국제적 위상이 높아졌음에도 불구하고 영토 확장에 대한 기대는 미치지 못했다. 전쟁 후 이탈리아는 오스만 제국의 어떠한 부분이나 "조각"도 받지 못했고, 더욱이 연합국은 약속했던 유럽 영토의 절반만을 이탈리아에 부여하여 민족주의자들로 하여금 그 결과를 "불구의 승리"라고 비난하게 만들었다. 이러한 분노는 1922년 베니토 무솔리니의 파시스트 독재가 부상하는 데 기여했다.

1914년의 군사 동맹. 전쟁이 시작되었을 때 이탈리아는 중립을 선언했고, 1915년에는 태도를 바꾸어 삼국 협상(즉 연합국)에 합류했다.

로이 프라이스는 이 쓰디쓴 경험을 요약했다.
정부의 희망은 전쟁이 이탈리아의 민족 독립 투쟁의 정점이 되는 것이었다. 그녀의 새로운 동맹국들은 그녀가 오랫동안 추구했던 '자연 국경'인 트렌티노와 트리에스테, 그리고 그 이상을 약속했다. 적대 행위가 끝났을 때 그녀는 실제로 영토를 확장했지만, 3년 반 동안의 쓰디쓴 전쟁에 대한 보상에 불만을 품고 평화 회의에서 물러났다. 그녀는 고귀한 젊은이들 중 50만 명을 잃었고, 경제는 궁핍해졌으며 내부 분열은 그 어느 때보다 심해졌다. 그 갈등은 오래된 의회 체제 내에서 해결될 수 없었다. 리소르지멘토의 절정이 되었어야 할 전쟁은 파시스트 독재를 낳았다. 어딘가, 무언가가 잘못되었다.

## 지도부
이탈리아 지도부는 경험이 부족했고, 국제 문제에 익숙하지 않았으며, 종종 매우 병약했다. 정부 외부의 세력은 미미한 역할을 했다. 기업 및 금융계는 평화를 원했지만 의사 결정 과정에서 무시되었다. 마찬가지로 지식인과 외교 전문가, 그리고 민족주의적 압력 단체도 무시되었다. 국왕(1900년 7월부터 비토리오 에마누엘레 3세였다)은 전쟁과 평화에 대한 명목상의 권한을 가지고 있었지만, 1914년에 심각한 정신과적 문제를 겪었고, 어쨌든 그는 모든 주요 문제를 내각에 넘겼다. 1914년 3월에 취임한 안토니오 살란드라 총리는 외교 경험이 거의 없었고, 국정 운영에 재능이나 취미도 없었다. 전쟁 결정은 노련한 외교관이자 냉소적이고 신중한 안토니오 디 산 줄리아노 외무장관의 손에 있었다. 그는 건강이 좋지 않아 1914년 10월에 사망했다. 그는 시드니 손니노로 교체되었는데, 손니노는 주로 영토를 얻기 위해 연합국에 가입하려고 책략을 썼다. 프랑스 대사인 톰마소 티토니는 자주 자문을 받았으며, 그 역시 연합국 가입을 간청했다. 민간 정치인들은 장군들을 소외시켰다. 참모총장은 7월 1일에 사망했으며, 7월 말에 마침내 루이지 카도르나 장군으로 교체되었다. 카도르나는 이탈리아군의 역량을 의심하지 않는 민간인들에게 과장하면서도, 그 약점을 제거하기 위해 열심히 노력했다. 모든 지도자들은 오스트리아를 불신했고, 알프스산맥의 오스트리아 영토인 트렌티노알토아디제주와 오스트리아 도시 트리에스테를 장악하기를 열망했다. 그들은 모두 오스만 제국을 불신했고, 이탈리아가 최근 리비아에 있는 오스만 영토를 장악한 것을 자랑스러워했다. 이탈리아, 오스트리아, 세르비아는 모두 알바니아 지배를 놓고 다투고 있었다.

## 전쟁의 전조
이탈리아는 독일과 오스트리아-헝가리와 함께 삼국 동맹의 공식 회원국이었다. 그러나 프랑스와 러시아와도 좋은 관계를 유지했다. 다른 나라들은 이러한 이중성을 이해하고 1914년에 이탈리아가 전쟁에 참여할 것이라고 기대하지 않았다. 조약 의무는 이탈리아가 독일과 오스트리아에 합류하도록 요구하지 않았고, 그렇게 함으로써 얻을 것이 거의 없다고 보았다. 여론은 평화를 원했고, 로마의 지도부는 전쟁 중인 강대국들과 비교할 때 자국이 얼마나 준비가 미흡한지 깨달았다. 그러나 1914년 말까지 안토니오 살란드라 총리와 시드니 손니노 외무장관은 연합국에 합류함으로써 주요 영토적 이득을 얻을 수 있으며, 승리한 군대에 영광을 가져다주고 오스트리아 통치로부터 이탈리아어 사용 영토를 해방함으로써 대중의 감정을 충족시켜 극도로 심각한 내부 불화를 진정시키는 데 도움이 될 것이라고 결정했다. 정치인들에게는 새로운 후원 기회와 정치적 승리도 있었다. 그들은 이러한 결과가 "리소르지멘토(즉, 이탈리아 통일)"의 승리적인 정점이 될 것이라고 그럴듯하게 주장할 계획이었다. 1914년 12월 손니노는 빈에서 중립을 유지하는 대가로 영토적 보상을 요구하는 협상을 시작했다. 이 회담은 이탈리아 대중과 전쟁 중인 국가들로부터 정부의 진정한 의도를 숨기기 위해 고안되었다. 1915년 3월 손니노는 런던과 프랑스와 진지한 협상을 시작했다. 런던 조약은 1915년 4월 26일에 체결되었고 이탈리아는 1915년 5월 23일에 오스트리아-헝가리에 전쟁을 선포했다. 살란드라는 런던 조약이 "리소르지멘토 이래 이탈리아가 수행한 최초의 완전히 자발적인 외교 정책은 아니더라도 가장 위대한 외교 정책"이라고 자랑했다.
이전 동맹국의 관점에서 볼 때, 이탈리아-튀르크 전쟁의 결과로 리비아를 점령한 이탈리아의 최근 성공은 오스만 제국과의 관계 강화를 추구하던 삼국 동맹 동맹국들과의 긴장을 유발했다. 독일인들은 이탈리아의 침략에 대해 반이탈리아 노래를 부르며 반응했다. 프랑스와 이탈리아의 관계는 여전히 긴장되어 있었다. 프랑스는 1870년 프로이센-프랑스 전쟁 당시 이탈리아가 돕기를 거부한 것에 여전히 배신감을 느꼈다. 영국과 이탈리아의 관계는 리비아 점령 이후 이탈리아가 국제 무대에서 더 많은 인정을 요구하고 동아프리카와 지중해에서 다른 국가들이 자국의 영향권을 인정해 달라는 끊임없는 요구로 인해 손상되었다.

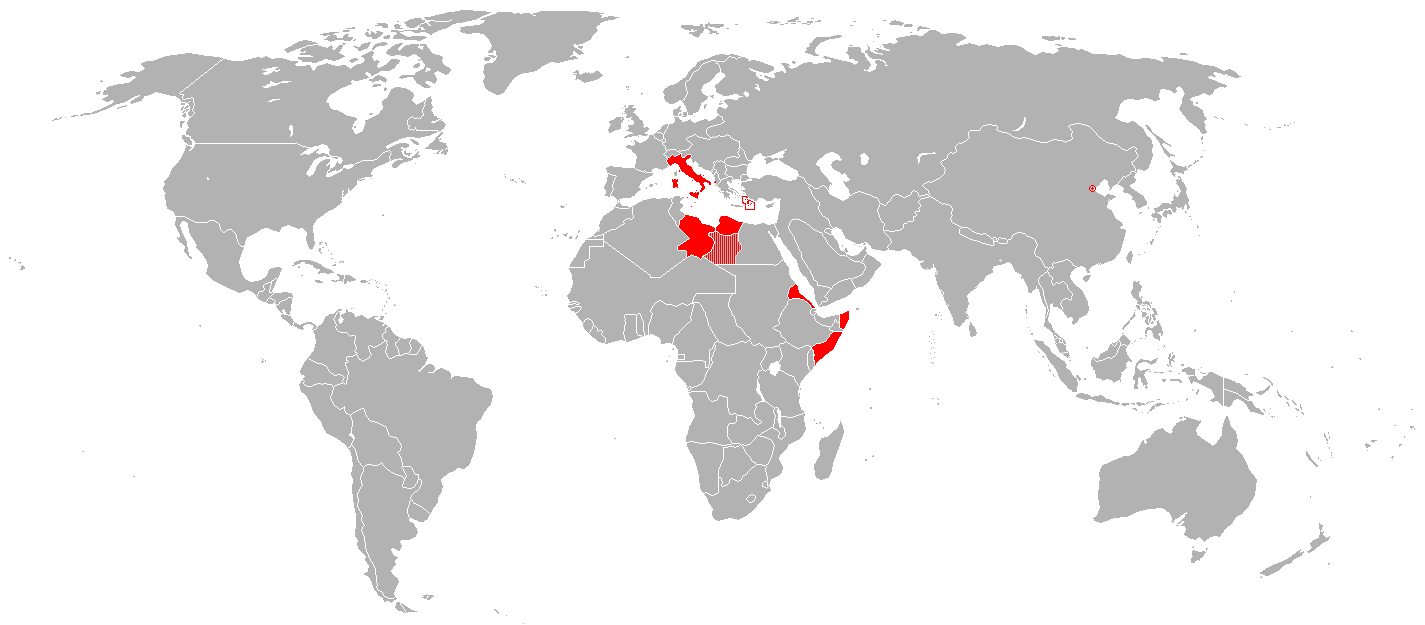
1914년 이탈리아와 식민지.

지중해에서는 그리스와 이탈리아의 관계가 1912년부터 1914년까지 이탈리아가 그리스인이 거주하는 도데카니사 제도(로도스섬 포함)를 점령하면서 악화되었다. 이 섬들은 이전에 오스만 제국이 통제했다. 이탈리아와 그리스는 또한 알바니아 점령을 두고 공개적으로 경쟁했다. 비토리오 에마누엘레 3세 국왕 자신도 이탈리아가 먼 식민지 모험을 추구하는 것에 불안해했으며, 이탈리아가 "리소르지멘토의 완성"으로서 오스트리아-헝가리로부터 이탈리아인이 거주하는 땅을 되찾을 준비를 해야 한다고 말했다. 이러한 생각은 이탈리아를 오스트리아-헝가리와 대립하게 만들었다.
프리메이슨은 이탈리아 정치에서 영향력 있는 반비밀 세력으로, 이탈리아 전역의 전문가들과 중산층, 그리고 의회, 공공 행정, 군대의 지도부에서 강한 존재감을 가지고 있었다. 두 주요 조직은 그랜드 오리엔트와 이탈리아 그랜드 롯지였다. 이들은 500개 이상의 롯지에 25,000명의 회원을 보유하고 있었다. 프리메이슨은 프랑스와 영국과 동맹하여 이탈리아의 참전을 지지하도록 언론, 여론, 주요 정당을 동원하는 도전을 감행했다. 1914년-15년에는 일시적으로 전통적인 평화주의적 수사를 버리고 민족주의자들의 목표를 채택했다. 프리메이슨은 역사적으로 세계주의적 보편적 가치를 추구했으며, 1917년 이후부터는 국제주의적 입장으로 돌아와 독립적이고 민주적인 국가들의 평화로운 공존을 기반으로 한 새로운 전후 세계 질서를 촉진하기 위해 국제연맹의 창설을 촉구했다.

## 내부 불안정
이탈리아가 전쟁에 대해 무엇을 할지 결정하는 데 큰 방해 요인은 1914년 내내 이탈리아 전역의 정치적 불안정이었다. 1914년 3월 살란드라 총리 정부가 구성된 후, 정부는 민족주의자들의 지지를 얻기 위해 노력했고 정치적으로 우경화했다.
동시에, 6월에 반군국주의 시위자 3명이 살해된 후 좌파는 정부에 더욱 반감을 가졌다. 생디칼리스트, 공화주의자, 무정부주의자를 포함한 좌파의 많은 요소들이 이에 항의했고 이탈리아 사회당은 이탈리아에서 총파업을 선언했다. 이어진 시위는 "붉은 주"로 알려지게 되었는데, 좌파들이 주요 도시와 작은 마을에서 폭동을 일으키고 철도역을 점거하고 전화선을 끊고 세금 장부를 불태우는 등 다양한 시민 불복종 행위가 발생했다. 그러나 불과 이틀 후 파업은 공식적으로 중단되었지만 시민 불화는 계속되었다.
군국주의 민족주의자들과 반군국주의 좌파들은 이탈리아군이 수천 명의 병력을 동원하여 다양한 시위 세력을 진압한 후 강제로 평온을 회복할 때까지 거리에서 싸웠다. 1914년 오스트리아-헝가리의 세르비아 침공에 이어 독일과 오스트리아가 세르비아, 러시아, 프랑스, 영국에 대항하면서 제1차 세계 대전이 발발했다. 이탈리아는 독일과의 공식 동맹과 삼국 동맹 회원국임에도 불구하고 삼국 동맹은 방어 목적으로만 사용된다고 주장하며 중립을 유지했다.

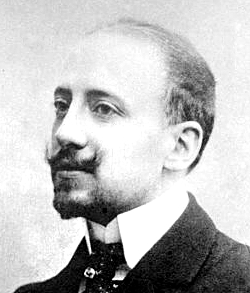
이탈리아의 국민 시인(바테) 가브리엘레 단눈치오는 연합국 가입을 요구하는 민족주의 혁명가들의 목소리였다.

사회는 전쟁에 대해 분열되었다. 이탈리아 사회주의자들은 일반적으로 전쟁에 반대하고 평화주의를 지지한 반면, 민족주의자들은 전쟁을 맹렬히 지지했다. 오랜 민족주의자 가브리엘레 단눈치오와 루이지 페데르초니, 그리고 한때 레닌이 칭찬했던 마르크스주의 언론인이자 이제 민족주의 감정에 새로이 귀의한 베니토 무솔리니는 이탈리아가 전쟁에 참전할 것을 요구했다. 민족주의자들에게 이탈리아는 프랑스를 희생시키면서 식민지를 얻기 위해 독일 및 오스트리아와의 동맹을 유지해야 했다. 자유주의자들에게 전쟁은 이탈리아가 오랫동안 기다려온 기회를 제공했는데, 협상국과의 동맹을 통해 오스트리아-헝가리로부터 영토를 얻는 것이었다. 이는 통일 이후 이탈리아 애국주의의 오랜 목표였다.
루이지 페데르초니는 전쟁에 참전할 필요성을 강조하며, 그렇지 않을 경우 지속적인 불화가 생길 것이라고 경고했다.
이탈리아는 1866년 이래 진정한 민족 전쟁을 기다려왔다. 마침내 모든 아들들의 만장일치 행동과 동일한 희생으로 단결하고 갱신되기 위해서이다. 오늘날, 이탈리아가 역사에 의해 부과된 필연성 앞에서 여전히 흔들리는 동안, 피로 다시 성화된 가리발디의 이름이 다시 솟아올라 그녀에게 경고한다. 그녀는 민족 전쟁을 치르고 승리해야만 혁명을 물리칠 수 있을 것이다.
— 루이지 페데르초니, 1915

무솔리니는 자신의 새로운 신문 이탈리아 인민과 강력한 웅변 기술을 사용하여 민족주의자들과 애국적인 혁명 좌파들에게 연합국에 가입할 것을 촉구했다. "리비아는 이제 그만, 트렌토와 트리에스테로!" 무솔리니는 독일의 귀족 호엔촐레른가는 모든 유럽 노동자의 적이기 때문에 전쟁에 참여하여 그들을 무너뜨리는 것이 모든 사회주의자들의 이익이라고 주장했다. 무솔리니와 다른 민족주의자들은 이탈리아 정부에 전쟁에 참여해야 하며 그렇지 않으면 혁명에 직면할 것이라고 경고하고 평화주의자들과 중립주의자들에 대한 폭력을 촉구했다. 좌익 국민주의 또한 이탈리아 남부에서 분출했으며, 사회주의자이자 민족주의자인 주세페 데 펠리체 주프리다는 남부에서 발생한 빵값 폭동으로 인한 고통을 덜어주기 위해 전쟁 참전이 필수적이라고 보았고 "혁명 전쟁"을 옹호했다.

## 입찰 전쟁: 양측과 협상
이탈리아는 아직 외세가 점령하고 있다고 여겨지는 영토를 확보하고, 국민들 사이의 목적 일치를 통해 심각한 내부 불화를 해소하기 위해 전쟁에 참여했다. 전략은 영토적 이득과 이탈리아의 재정적 및 군사적 약점 보완이라는 두 가지 측면에서 가능한 최고의 제안을 얻어내는 것이었다.
1914년 8월까지 러시아는 이탈리아의 참전을 열망했는데, 이는 새로운 전선을 열어 오스트리아의 공세를 마비시킬 것으로 예상했기 때문이다. 러시아는 이탈리아에게 줄 것이 없었으므로 결과는 없었다. 로마는 약속을 거부했고, 10월에 산 줄리아노 외무장관이 사망하자 잠시 중단되었다. 그의 후임인 손니노는 새로운 영토를 얻기 위해 승리하는 편에 합류할 계획이었다. 처음에는 동맹국이 승리할 것이라고 예상했지만, 전쟁이 장기화될 조짐을 보이자 서둘러 참전할 필요가 없다고 판단했다. 오스트리아는 제안할 것이 너무 적었고 군사적 약점을 드러내고 있었다. 베를린은 빈에게 로마에 더 많은 영토 양보를 하라고 압력을 가했지만, 손니노가 연합국으로 돌아서면서 너무 적고 너무 늦었다. 연합국은 오스트리아와 튀르키예에서 빼앗은 대규모 영토를 기꺼이 약속했다. 이탈리아의 매우 긴 해안선은 연합국 해군의 압도적인 우위에 노출되어 있었다. 여론은 분열되어 있었고 손니노는 이를 이용하여 내각을 오도했다. 1915년 2월까지 그는 양측과 협상했지만, 연합국이 더 나은 제안을 하고 있다고 결정했다. 그는 이탈리아군의 열악한 상태를 무시했고, 영국과 프랑스가 필요한 모든 전투를 수행할 것이라고 예상했다. 이탈리아 재무부는 전쟁 자금을 조달할 수 없었지만, 다시 런던과 파리로부터 자금과 탄약에 대한 약속이 있었다. 1915년 4월 이탈리아는 영국 및 프랑스와 런던 조약을 체결했다. 이 조약은 이탈리아가 오스트리아-헝가리로부터 원하는 모든 이탈리아 거주 지역을 획득할 권리와 발칸반도에서의 양보, 그리고 연합국이 아프리카에서 독일로부터 획득한 영토에 대한 적절한 보상을 보장했다. 이탈리아는 한 달 후 전쟁을 선포하고 남쪽에서 오스트리아를 침공했다.
이탈리아의 반응은 분열되었다. 전 총리 조반니 졸리티는 이탈리아가 오랜 옛 동맹국 두 나라와 전쟁을 벌이기로 한 결정에 격분했다. 졸리티는 이탈리아가 전쟁에서 실패할 것이며, 높은 수의 반란, 오스트리아-헝가리의 더 많은 이탈리아 영토 점령을 예측했다. 그는 실패가 자유민주주의 군주국과 자유민주주의 세속 기관을 파괴할 재앙적인 반란을 초래할 것이라고 경고했다. 손니노는 결정을 내렸고 졸리티의 암울한 예측을 무시했는데, 이는 실제로 전후 파시즘의 부상으로 인해 어떤 면에서는 사실이 되었다.
주요 결과 중 하나는 이탈리아 민족주의가 크게 강화되어 1945년 민중 민주주의가 훨씬 더 중요한 세력이 될 때까지 엘리트 및 대중 수준 모두에서 주요 세력이 되었다는 것이다.

## 같이 보기
- 제1차 세계 대전의 원인
  - 제1차 세계 대전의 원인에 대한 역사학
  - 미국의 제1차 세계 대전 참전
  - 오스트리아-헝가리의 제1차 세계 대전 참전
  - 영국의 제1차 세계 대전 참전
  - 프랑스의 제1차 세계 대전 참전
  - 독일의 제1차 세계 대전 참전
  - 오스만 제국의 제1차 세계 대전 참전
  - 러시아의 제1차 세계 대전 참전
- 색채 문서
- 제1차 세계 대전의 외교사
- 삼국 동맹 (1882년)
- 강대국의 국제 관계 (1814년~1919년)
- 연합국 (제1차 세계 대전)
- 제1차 세계 대전 중 국내 전선 (모든 주요 국가 포함)
- 제1차 세계 대전 중 이탈리아 선전
- 제1차 세계 대전 중 이탈리아의 군사 역사
- 시모이 하루키치
- 라디오소마기스모

## 내용주
1. ↑  “Il 1861 e le quattro Guerre per l'Indipendenza (1848-1918)” (이탈리아어). 2015년 3월 6일. 2022년 3월 19일에 원본 문서에서 보존된 문서. 2021년 3월 12일에 확인함.
2. ↑  “La Grande Guerra nei manifesti italiani dell'epoca” (이탈리아어). 2015년 9월 23일에 원본 문서에서 보존된 문서. 2021년 3월 12일에 확인함.
3. ↑  Genovesi, Piergiovanni (2009년 6월 11일). 《Il Manuale di Storia in Italia, di Piergiovanni Genovesi》 (이탈리아어). FrancoAngeli. ISBN 9788856818680. 2021년 3월 12일에 확인함.
4. ↑  Scottà, Antonio (2003). 《La Conferenza di pace di Parigi fra ieri e domani (1919-1920), di Antonio Scottà》 (이탈리아어). Rubbettino Editore. ISBN 9788849802481. 2021년 3월 12일에 확인함.
5. ↑  Lussu, Emilio (1997). 《La catena, di Emilio Lussu》 (이탈리아어). Baldini & Castoldi. ISBN 9788880892120. 2021년 3월 12일에 확인함.
6. ↑  Schiavulli, Antonio (2009). 《La guerra lirica: il dibattito dei letterati italiani sull'impresa di Libia, di Antonio Schiavulli》 (이탈리아어). casa editrice Fernandel. ISBN 9788896117026. 2021년 3월 12일에 확인함.
7. ↑  La desconocida razón por la que España evitó de milagro entrar en la Primera Guerra Mundial, ABC (10/10/2018)
8. ↑  Paul Du Quenoy, "With allies like these, who needs enemies?: Russia and the problem of Italian entry into World War I." Canadian Slavonic Papers 45.3-4 (2003): 409–40.
9. ↑  William A. Renzi, "The Russian Foreign Office and Italy’s Entrance Into the Great War, 1914–1915: A Study In Wartime Diplomacy." The Historian 28.4 (1966): 648–68.
10. ↑  C.J. Lowe,  "Britain and Italian Intervention 1914–1915." Historical Journal (1969) 12#3 533–48.
11. ↑  H. James Burgwyn, The legend of the mutilated victory: Italy, the Great War, and the Paris Peace Conference, 1915–1919 (Greenwood, 1993).
12. ↑  Roy Pryce,  "Italy and the Outbreak of the First World War." Cambridge Historical Journal 11#2 (1954): 219–27, at p. 219. online.
13. ↑  Moos, Carlo (2017), 〈Südtirol im St. Germain-Kontext〉,   Georg Grote and Hannes Obermair, 《A Land on the Threshold. South Tyrolean Transformations, 1915–2015》, Oxford-Berne-New York: Peter Lang, 27–39쪽, ISBN 978-3-0343-2240-9
14. ↑  Richard F. Hamilton and Holger H. Herwig, Decisions for War, 1914-1917 (2004), pp 184–89.
15. ↑  William A. Renzi, "Italy's neutrality and entrance into the Great War: a re-examination." American Historical Review 73.5 (1968): 1414–32.  online
16. ↑  Richard J. B. Bosworth, Italy and the Approach of the First World War (1983) pp 101–12.
17. ↑  Bosworth (1983), pp 112–4
18. ↑  Bosworth (1983), p. 119
19. ↑  Fulvio Conti, "From Universalism to Nationalism: Italian Freemasonry and the Great War." Journal of Modern Italian Studies 20.5 (2015): 640–62.
20. ↑  Martin Clark, Modern Italy: 1871–1982 (1984) p. 180
21. ↑  Clark, Modern Italy, p. 180
22. ↑  Giordano Merlicco, "Italy and the Austro‐Serbian crisis of July 1914", in VVAA, Serbian‐Italian Relations: History and Modern Times, The Institute of History, Belgrade, 2015, pp. 121–35
23. ↑  John A. Thayer, Italy and the Great War. (1964) p 345.
24. ↑  Thayer,  Italy and the Great War. (1964). p 279)
25. ↑  Thayer, p. 272
26. ↑  Thayer, p. 253
27. ↑  Thayer, p. 254
28. ↑  C.J. Lowe, "Britain and Italian Intervention 1914-1915." Historical Journal (1969) 12#3, pp. 533-48.
29. ↑  Denis Mack Smith, Italy: A Modern History (1969), pp. 292–305.
30. ↑  Lowe, pp 534-36.
31. ↑  Lowe
32. ↑  Mack Smith, pp 296-305.
33. ↑  Clark,  Modern Italy: 1871–1982. (1984) p. 184.
34. ↑  Massimo Salvadori, "Nationalism in Modern Italy-1915 and after." Orbis-A Journal of World Affairs 10.4 (1967): 1157-1175.

- 보스워스, 리처드 J. B. 이탈리아와 제1차 세계 대전 접근 (1983).

## 더 읽어보기
- 카르테니, 안드레아. "이탈리아와 중립: 문화, 정치, 외교 프레임워크." 지중해 사회 과학 저널 6.6 S2 (2015